# NGC 5427
NGC 5427 este o galaxie spirală situată în constelația Fecioara. A fost descoperită în 5 martie 1785 de către William Herschel. Se află la o distanță de 37,5 de megaparseci de Pământ.